# Ben Uzoh
Benjamin Izoura « Ben » Uzoh, né le 19 mars 1988 à Houston, aux États-Unis, est un joueur américain et nigérian de basket-ball. Il évolue au poste de meneur et représente l'équipe du nigéria de basket-ball au niveau international.

## Carrière
Le 1er juillet 2010, il signe en tant qu'agent libre aux Nets du New Jersey avec lesquels il joue une saison, sans club il est recruté le 11 décembre 2011 puis coupé de l'effectif le 24 décembre par les Bobcats de Charlotte. En février 2012, il signe un contrat de 10 jours aux Cavaliers de Cleveland pour pallier l'absence de Kyrie Irving. Son contrat n'est pas renouvelé.
Le 26 mars 2012, il signe un essai de 10 jours avec les Raptors de Toronto qui le conserve dans l'effectif jusqu'à la fin de la saison 2011-2012.